# Archbach
De Archbach (of Planseeache) is een ongeveer vijftien kilometer lange zijrivier van de Lech in het Oostenrijkse Tirol. De rivier ontspringt uit de Plansee bij Breitenwang. Van daar stroomt de rivier in noordwestelijke richting naar Reutte en Pflach, alwaar zij uitmondt in de Lech.
- Gemeinsame Normdatei: 1043272089
- Virtual International Authority File: 305325240